# Rundfunk Berlin-Brandenburg
Rundfunk Berlin-Brandenburg (en español, «Radiodifusión Berlín-Brandeburgo»), más conocida por sus siglas RBB, es una empresa pública de radio y televisión alemana que presta servicio a los estados federados de Berlín y Brandeburgo. Comenzó su actividad el 1 de mayo de 2003 con la fusión de las radiodifusoras Sender Freies Berlin (SFB) y Ostdeutscher Rundfunk Brandenburg (ORB).
El grupo forma parte de la ARD, la organización conjunta de radiodifusoras públicas de Alemania. Además de aportar contenidos a la red nacional, RBB gestiona siete emisoras de radio y un canal de televisión regional. Cuenta con dos sedes centrales en Berlín y Potsdam y dos estudios regionales en Cottbus y Fráncfort del Óder.

## Historia
Los orígenes de Rundfunk Berlin-Brandenburg (RBB) se remontan a la reunificación alemana. Según la Ley Fundamental de Bonn la radiodifusión era competencia de los estados federados, por lo que los medios públicos de Alemania Oriental, Rundfunk der DDR (radio) y Deutscher Fernsehfunk (televisión), desaparecerían el 31 de diciembre de 1991. En su lugar, la ARD optó por una reestructuración: Berlín Este pasó a estar cubierta por la ya existente Sender Freies Berlin (SFB), mientras que para Brandeburgo se creó una nueva empresa, Ostdeutscher Rundfunk Brandenburg (ORB), a partir del 1 de enero de 1992.
Aunque SFB y ORB eran empresas independientes entre sí, desde el principio colaboraron en producciones comunes como las emisoras de radio Fritz (1993) e Inforadio (1995). La opción de fusionar ambas radiodifusoras no se resolvería hasta 2002, cuando el alcalde de Berlín y el gobernador de Brandeburgo llegaron a un acuerdo para crear una sola empresa con sede conjunta en Berlín y Potsdam. La nueva compañía, Rundfunk Berlin-Brandenburg, se puso en marcha el 1 de mayo de 2003.

## Organización
Rundfunk Berlin-Brandenburg es una corporación de derecho público que funciona bajo una Ley de Radiodifusión de 2002 acordada entre Berlín y el estado de Brandeburgo (rbb-Staatsvertrag). Sus funciones están determinadas por una fundación legal, que establece la estructura de la organización y los principios bajo los que debe regirse. La Ley se revisa cada cierto tiempo para adecuarla a las necesidades de la población.
La Ley de Radiodifusión está apoyada por el Contrato Estatal de Radiodifusión (Rundfunkstaatsvertrag), un acuerdo multilateral entre los dieciséis estados federados que regula las relaciones entre las radiodifusoras públicas y privadas. En lo que respecta a su papel en la ARD, formada por nueve grupos regionales y la internacional Deutsche Welle, RBB coopera en la producción de contenidos.
El Consejo de Radiodifusión de la RBB es el principal centro de la toma de decisiones, seguimiento y control en la empresa pública. La junta directiva está compuesta por miembros representativos de la sociedad. Tanto la presidencia como las vicepresidencias se reparten entre Berlín y Brandeburgo para evitar desequilibrios.
La sede de RBB está en Berlín y anteriormente pertenecía a la Sender Freies Berlin. Dispone también de otra sede en Potsdam (Brandeburgo) y sedes regionales en Cottbus y Fráncfort del Óder. Dentro de la estructura de ARD, la RBB cuenta con un despacho en la sede de la organización en Berlín, colabora en departamentos como el archivo histórico (Deutsches Rundfunkarchiv) y se ocupa de varias correpsonsalías en el extranjero.
En Alemania se cobra un impuesto directo para el mantenimiento de la radiodifusión pública (ARD, ZDF y Deutschlandradio), a través de la empresa conjunta GEZ. El pago es obligatorio para todo aquel que tenga una radio, televisor o cualquier otro aparato que reciba señal. Cada hogar pagó 17,98 euros al mes en 2013. RBB depende del dinero que le otorgue la ARD y destina sus ingresos a los departamentos de televisión, radio, mantenimiento técnico y gastos de gestión.

## Servicios

### Radio

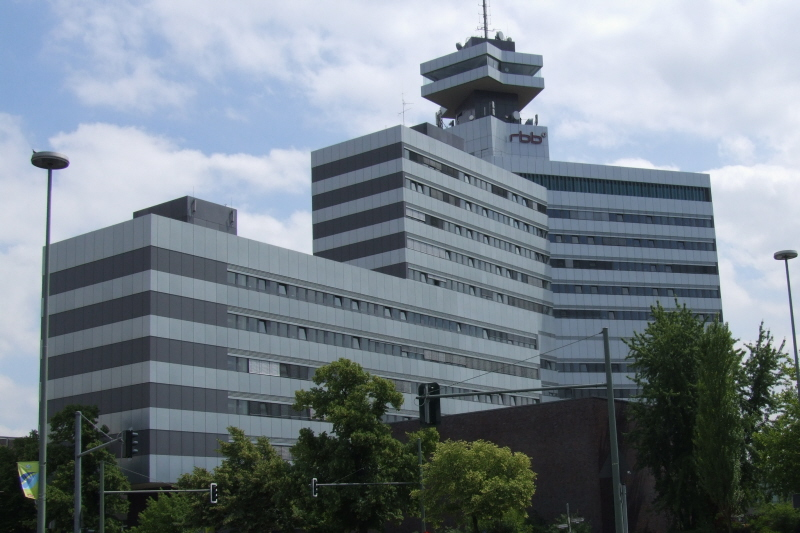
Sede de la RBB en Berlín.

Las siguientes emisoras de radio son generalistas y propias de cada estado:
- rbb 88.8: emisora para la ciudad de Berlín.
- Antenne Brandenburg: emisora para el estado de Brandeburgo.

Además, RBB gestiona las siguientes emisoras comunes a Berlín y Brandeburgo.
- Radioeins: emisora generalista con informativos y música, dirigida a un público adulto. Comenzó sus emisiones el 27 de agosto de 1997.
- Fritz: radiofórmula musical para un público de 14 a 24 años. Empezó el 1 de marzo de 1993.
- rbbKultur: cadena cultural y de música clásica. Emite desde el 1 de diciembre de 2003.
- Inforadio: emisora de noticias e información continua. Disponible desde el 28 de agosto de 1995.
- COSMO: radio dirigida a la población inmigrante, en colaboración con WDR y Radio Bremen.

Además, RBB colabora con las emisiones de radio en lenguas sorbias de la Sorbischer Rundfunk de la Mitteldeutscher Rundfunk.

### Televisión

Logo de RBB Fernsehen.

RBB produce programas para la ARD, tanto en el canal nacional (Das Erste) como en el resto de canales donde la corporación participa (3sat, KiKA, Arte, Phoenix, ARD Digital). La sede central de la ARD se encuentra en Berlín y algunos de sus contenidos más relevantes son el debate político Kontraste y las series policiales Polizeiruf 110 y Tatort (ambas heredadas de la RDA). Por otra parte, RBB cuenta con un canal regional:
- rbb Fernsehen: televisión creada el 1 de mayo de 2003 tras la fusión de SFB y ORB. Cuenta con desconexiones territoriales para informativos propios de Berlín y Brandeburgo.